# Kabinett Bismarck (Norddeutscher Bund)
Das Kabinett Bismarck war vom 14. Juli 1867 bis zum 21. März 1871 die Regierung des Norddeutschen Bundes. Das Kabinett war keine Kollegialregierung, sondern bestand offiziell nur aus dem Bundeskanzler. Dieser ernannte allerdings im Laufe seiner Amtszeit zwei weitere Staatssekretäre.

## Reichstagsmehrheiten
Bismarck hatte für seine Politik, die größtenteils die deutsche Reichsgründung zum Ziel hatte, während der gesamten Zeit eine Mehrheit im Reichstag des Norddeutschen Bundes. Bei der Wahl zum konstituierenden Reichstag im Februar 1867 erhielten die Unterstützer der Politik Otto von Bismarcks, also Freikonservative, Nationalliberale, Altliberale, sowie die Deutsche Fortschrittspartei eine deutliche Mehrheit der Sitze. Auch bei der folgenden ersten regulären Wahl zum Reichstag im August desselben Jahres verloren diese Parteien zwar leicht an Sitzen, behielten allerdings ihre erdrückende Mehrheit auch in der neuen und letzten Legislaturperiode.
Im Zollparlament, welches aus Vertretern der Süddeutschen Staaten sowie allen Mitgliedern des Norddeutschen Reichstags bestand, war die Mehrheit deutlich knapper, was daran lag, dass die Befürworter der kleindeutschen Lösung in Bayern und Württemberg bei der Wahl zum Zollparlament im Jahre 1868 oft keine Mehrheit fanden. Durch Abweichler aus den konservativen Reihen hatte Bismarck zum Teil keine klare Mehrheit für seine Vorhaben.

## Zusammensetzung
| Kabinett Bismarck 14. Juli 1867 bis 21. März 1871 | Kabinett Bismarck 14. Juli 1867 bis 21. März 1871 | Kabinett Bismarck 14. Juli 1867 bis 21. März 1871 |
| ------------------------------------------------- | ------------------------------------------------- | ------------------------------------------------- |
| Reichskanzler                                     |                                                   | Otto Fürst von Bismarck                           |
| Auswärtiges Amt ab 1870                           |                                                   | Hermann von Thile                                 |
| Bundeskanzleramt (Innere Angelegenheiten)         |                                                   | Rudolf von Delbrück                               |